# 7,7 × 58 mm Arisaka

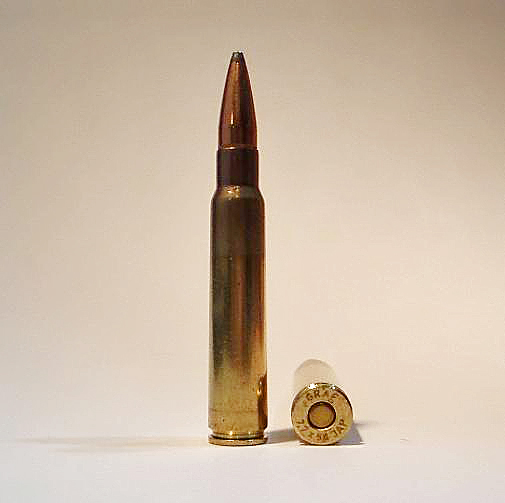
Náboj 7,7 × 58

7,7 × 58 mm Arisaka, také známý jako Type 99 rimless 7.7 mm, je bezokrajový, puškový náboj lahvovitého tvaru se středovým zápalem. Náboj byl zaveden do služby v japonské císařské armádě v roce 1939. Měl nahradit starší 6,5 × 50 mm SR Arisaka, ale přezbrojení na novější střelivo kompletně neproběhlo z důvodu nedostatku vojenského materiálu a oba náboje spolu dosloužily až do konce války. 7,7 × 58 mm Arisaka je stále vyráběn pro lovecké a sportovní účely.

## Vývoj a varianty
V roce 1930 byl zaveden nový náboj pro 7,7×58mmSR Typ 89 (semi-rimmed). V roce 1934 byl náboj nahrazen novějším nábojem Typ 92 opatřeným silnější prachovou složí a težším nábojem. V roce 1937 společně s tankovým kulometem Typ 97 byl zaveden bezokrajový náboj Typ 97. V roce 1940 byl náboj opatřen lehčí střelou pro použití v puškách Arisaka Typ 99 a lehkých kulometech. 